# Franz Viehböck
Franz Viehböck, né le 24 août 1960 à Vienne, est un ingénieur électrique autrichien et le premier spationaute de sa nationalité.

## Biographie
Franz Viehböck a été choisi pour le projet spatial soviético-autrichien Austromir 91 en même temps que Clemens Lothaller.

## Vol réalisé
Après deux ans de formation, Franz Viehböck est sélectionné pour la mission Soyouz TM-13, et s'envole du cosmodrome de Baïkonour le 2 octobre 1991 avec les cosmonautes russes Alexander A. Volkov et le Kazakh Toktar Aubakirov.
À bord de la station spatiale Mir, il entreprend, en compagnie des cosmonautes Anatoly Artsebarsky et Sergei Krikalev, quinze expériences dans les domaines de la médecine spatiale, de la physique et des technologies de l'espace.
Viehböck est retourné sur Terre le 10 octobre 1991 dans la capsule Soyouz TM-12 après 7 jours et 22 heures passés dans l'espace.
Les deux années suivantes, il tient de nombreuses conférences sur la mission, puis se rend aux États-Unis et travaille pour Rockwell. Lors du rachat de Rockwell par Boeing, il devient « directeur pour le développement du commerce international » à Vienne.

## Honneur
L'astéroïde (214911) Viehboeck porte son nom.